# هیو دوم یافا
هیو دوم که با نام هیو د پوسی (Hugh du Puiset) نیز شناخته می‌شود، فرزند هیو دوم و از اشراف اورشلیم بود که در زمان بالدوین دوم به شرق سفر کرد و پس از انتصاب پسرعمویش، بالدوین دوم، امارت یافا را عهده‌دار شد. در سال ۱۱۲۳ به دنبال مرگ پدرش، وارث قلمرو وی در فرانسه شد. پس از درگذشت بالدوین در سال ۱۱۳۱ و ازدواج مجدد دخترش با فولک آنژو، از حکومت یافا خلع شد. وی پس از عزلش با برخی فرماندهان مسلمان متحد گشت و علیه فولک شورید اما در مقابل وی شکست خورد و به ناچار تسلیم شد. وی از آن عازم سیسیل شد و در همان‌جا درگذشت.